# Nicolas de Fer
Nicolas de Fer, né vers 1647 et mort le 25 octobre 1720 à Paris, est un graveur, géographe, titré géographe du Roi et actif de 1687 à 1720.

## Biographie

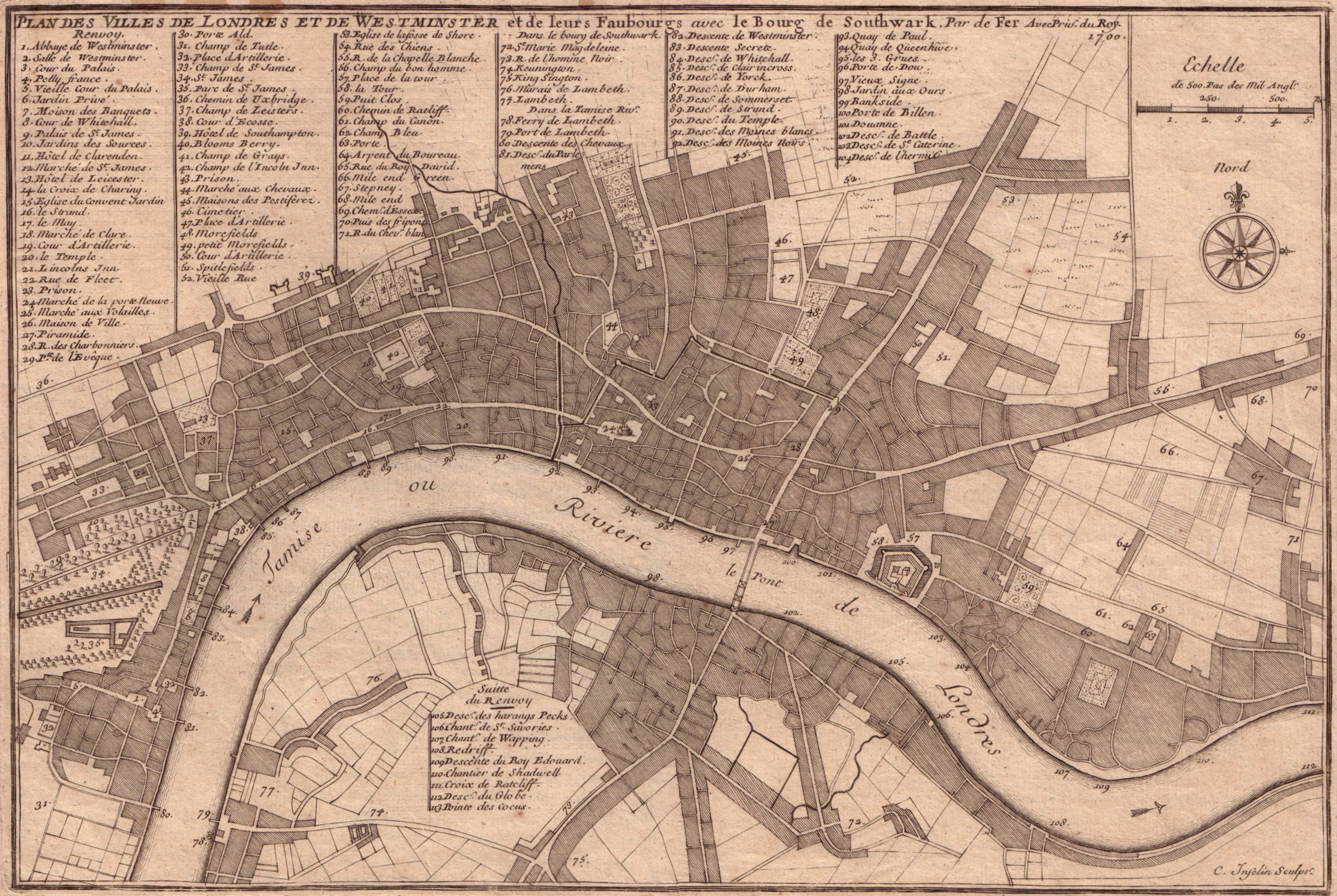
Plan indexé de la ville de Londres, 1700

Nicolas de Fer commence son apprentissage à l'âge de 12 ans chez un graveur. En 1687, il reprend le commerce de cartes géographiques, continué par sa mère après la mort de son père, Antoine de Fer, marchand d'estampes et de cartes, décédé en 1673.
Nicolas de Fer publie de nombreux atlas et se spécialise dans la publication de documents illustrant l'actualité : cartes frontières, cartes des nouvelles conquêtes de Louis XIV, villes fortifiées par Vauban, voyages et découvertes de nouveaux territoires. Il édite un catalogue qui présente ses principales publications, afin de favoriser les commandes.
La boutique de Nicolas de Fer a pour enseigne la Sphère Royale, symbole qu’il affiche sur un grand nombre de ses réalisations. Nicolas a eu trois filles. À sa mort, ses gendres, Guillaume Danet et Jacques-François Besnard, graveurs également, continueront chacun pour leur compte l'activité de Nicolas de Fer. Les cuivres sont alors répartis entre les deux gendres.

## Réalisations

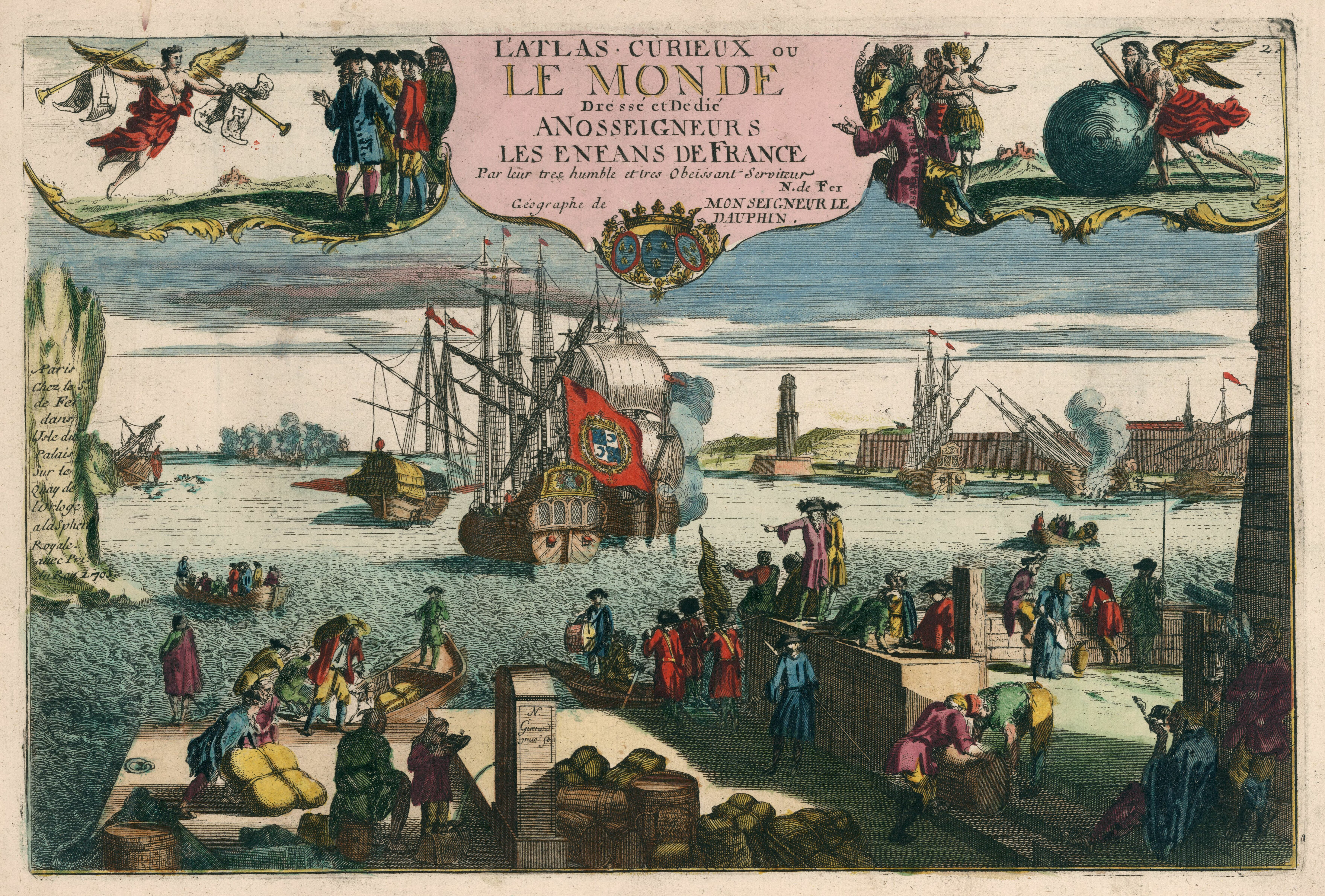
La page 11 de lAtlas curieux ou le Monde réprésenté dans des cartes générales et particuliéres du ciel et de la terre.

Nicolas de Fer exécuta plus de 600 cartes ou plans dont la France politique, administrative, ecclésiastique, hydrographique, orographique, ainsi que divers pays limitrophes… mais sa principale œuvre l'Atlas Curieux où le Monde représenté dans les cartes générales et particulières du Ciel et de la Terre est une de ses premières datée de 1700. Dans l’édition de 1705, la plupart des cartes ont été réactualisées et la date corrigée. C’est lui qui indexe pour la première fois une carte : la carte de la Martinique datée de 1704, présente en bas à droite une table indexée de 1 à 63. Ce procédé permet à une petite carte de livrer un grand nombre d'informations.
En 1716-1717, Nicolas de Fer réunit l'ensemble de ses œuvres dans un ouvrage en deux parties, la première, datée de 1705, se nomme l'Atlas curieux, de nouvelles tables datées de 1716 ou 1717 sont réalisées.
Dans l'Atlas curieux, N. de Fer publia plusieurs cartes des Amériques et des Antilles dont Les Isles de l'Amérique connues sous le nom d'Antilles, L'Isle St Domingue ou Espagnole, L'Isle de la Jamaïque, L'Isle de la Martinique.

## Œuvres principales

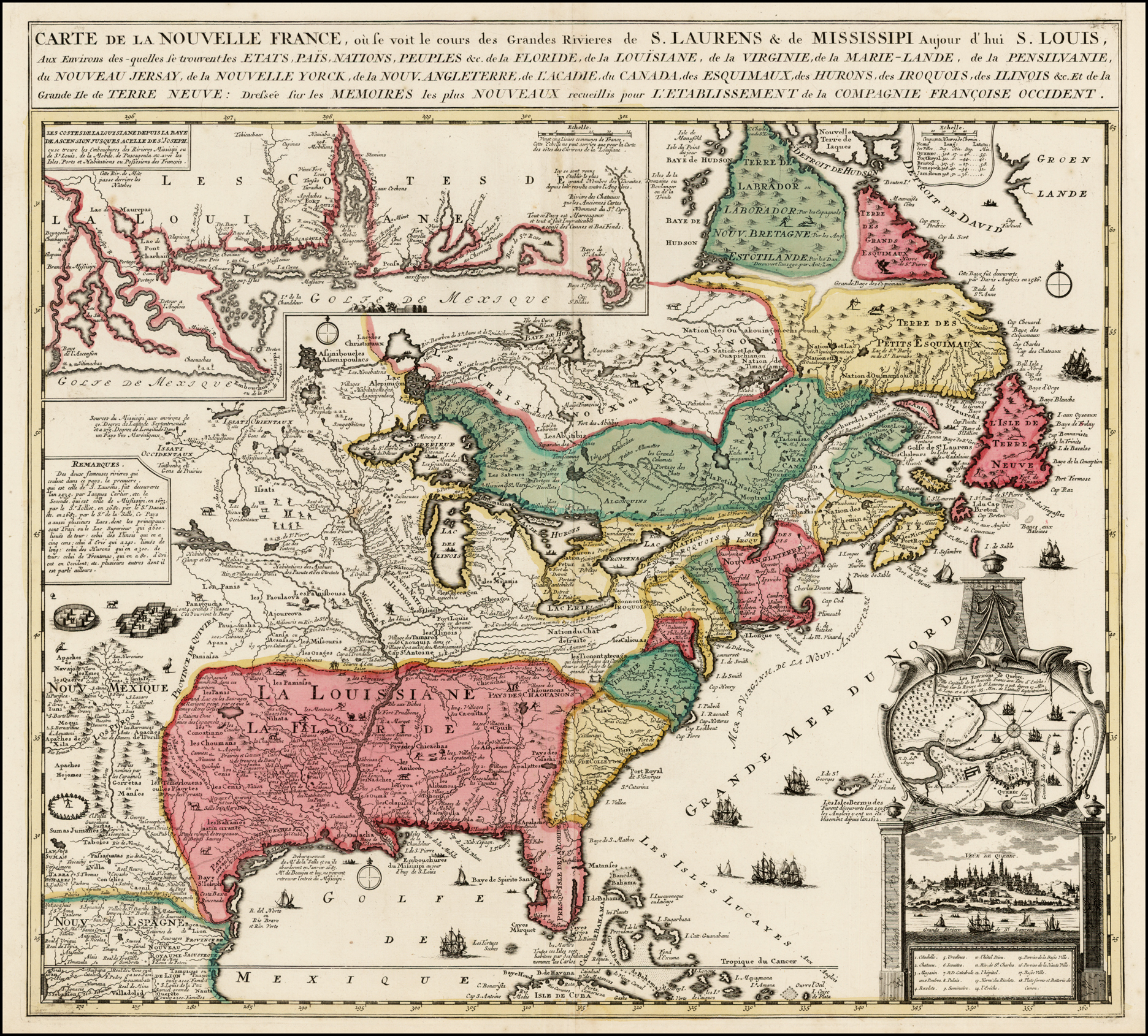
Carte De La Nouvelle France, 1719

- Les Côtes de France édité à partir de 1690
- La France triomphante sous le règne de Louis le Grand édité à partir de 1693
- Atlas Royal édité à partir de 1695 et éditions multiples entre 1699 et 1702
- Petit et Nouveau Atlas édité à partir de 1697
- Méthode abrégée et facile pour apprendre la géographie  1706
- 1714 Quatrième Plan de La Ville de Paris
- Atlas curieux édité à partir de 1700 et multiples rééditions jusqu'en 1717
- Atlas ou recueil de cartes géographiques dressées sur les nouvelles observations édité à partir de 1709 puis de nombreuses fois réédité par la suite.